# Chorągiew husarska prywatna Wacława Leszczyńskiego (kanclerza wielkiego koronnego)

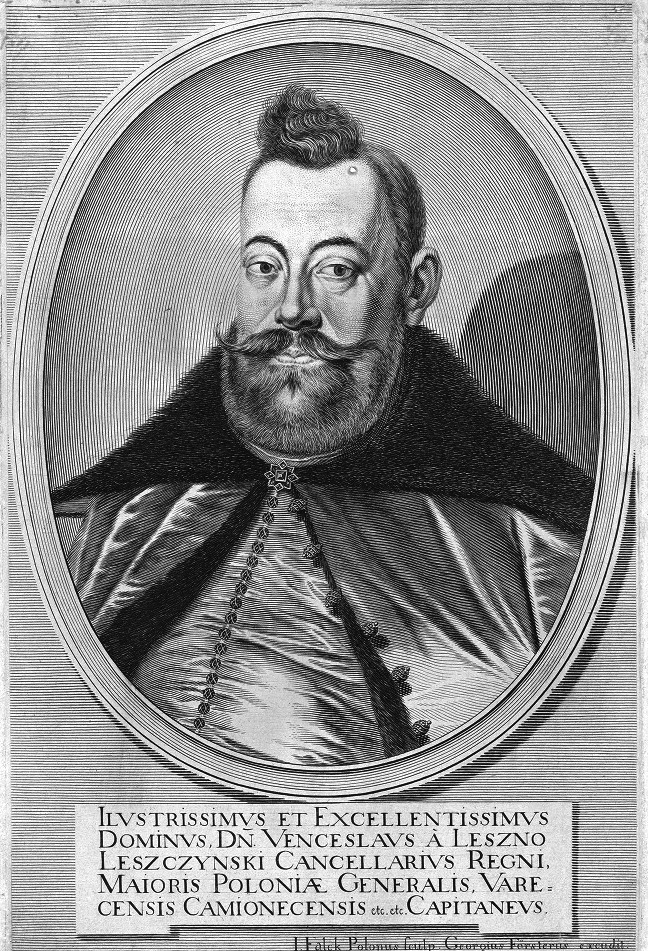
Wacław Leszczyński (kanclerz wielki koronny)

Chorągiew husarska prywatna Wacława Leszczyńskiego – prywatna chorągiew husarska koronna I połowy XVII wieku, okresu wojen ze Szwedami i Rosją.
Szefem tej chorągwi był kanclerz wielki koronny, Wacław Leszczyński herbu Wieniawa. Żołnierze chorągwi wzięli udział w wojnie polsko-szwedzkiej 1626 – 1629.